# 29983 Amyxu
29983 Amyxu è un asteroide della fascia principale. Scoperto nel 1999, presenta un'orbita caratterizzata da un semiasse maggiore pari a 3,0992357 UA e da un'eccentricità di 0,1011374, inclinata di 1,31222° rispetto all'eclittica.